# Isabella in Rot
Isabella in Rot (auch Portrait der gealterten Isabella d’Este genannt) ist ein Frauenportrait von Peter Paul Rubens im Kunsthistorischen Museum in Wien. Es gilt als getreue Kopie eines verschollenen Tizian-Originals.

## Beschreibung
Das Kniestück zeigt eine etwas rundliche Frau mittleren Alters in einem roten Samtkleid vor einem türkisenen Hintergrund. Auf dem Kopf trägt sie einen Balzo, eine modische Erfindung von Isabella d’Este (ab 1509), die in den 1530er Jahren in Norditalien weit verbreitet war. Personenmerkmale sind rotbraune Locken, braune Augen und klassisch gebogene Augenbrauen.

## Geschichte
Anfang des 17. Jahrhunderts war Rubens als Hofmaler in Mantua. In dieser Zeit und später an anderen Orten kopierte er italienische Maler, darunter Tizian. Diese Kopien gelten als getreu. Der Zeitpunkt der Rubens Kopie bleibt ungeklärt (1600, ca. 1605 oder später), genauso wie auch die Entstehung des Tizian Originals (vermutet werden je nach Quelle die Jahre 1524–1536).
Nach dem Tode Rubens sind in seinem Inventar zwei Kopien aus seiner Hand von zwei Tizian Porträts mit Darstellungen Isabella d’Este genannt. Das Rubens Bild Isabella in Rot ist später aus der Sammlung Erzherzog Leopold Wilhelm in das Kunsthistorische Museum übergegangen.
Unabhängig, da zeitlich vorher, existieren weitere Kopien des verschollenen Tizian Originals, insbesondere:
- Eine Kopie aus der Tizian Werkstatt (getreu, aber mit jüngerer Darstellung der Person) wird durch ein Foto dokumentiert (ehemals Sammlung Léopold Goldschmidt und Contesse Vogué in Paris).[4]
- Eine anonyme Kopie aus dem 16. Jahrhundert (Bruststück im gleichen Alter) zeigt die Inschrift „Isabella Estensis“ und befindet sich heute in der Walker Art Gallery in Liverpool.[5]

## Identifizierung des Modells

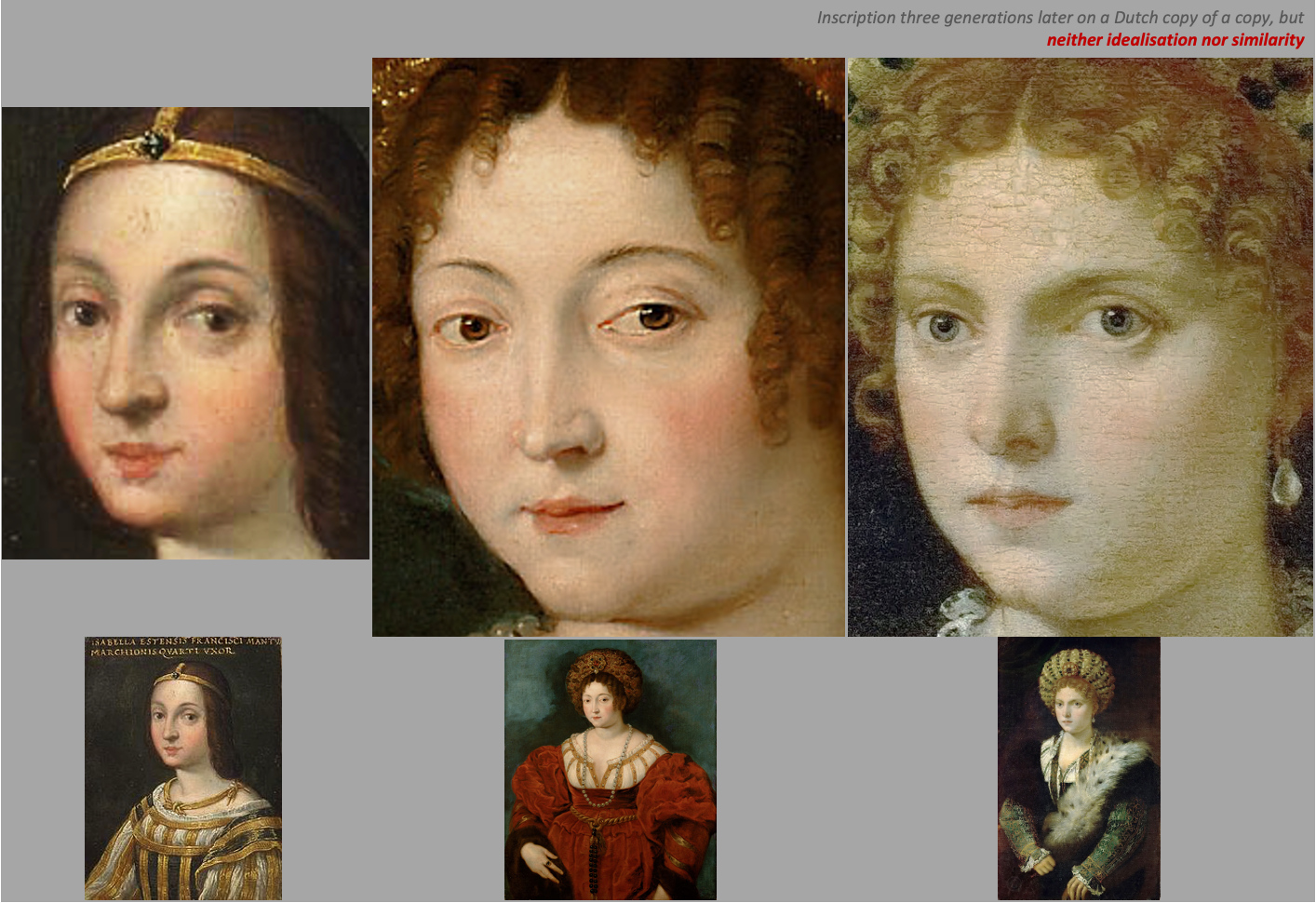
Die drei farbigen Porträts Isabella d’Este im KHM Wien – vielleicht inklusive Verwechslung?

Als Identifizierungen von Isabella d’Este (1474–1539) werden im Kunsthistorisches Museum drei farbige Porträts ausgestellt. Die Personenmerkmale sind widersprüchlich (siehe Graphik rechts):
- Ambras Miniatur[7] (anonym  16. Jahrhundert),
- Isabella in Rot (Kopie von Rubens ca. 1605 nach einem verschollenen Original von Tizian) und
- Isabella in Schwarz (Tizian 1530er).

Aufgrund der resultierenden Verwirrung haben alle andere Museen farbige Identifikationen zurückgezogen.
Die Unterschiede sind nicht durch Idealisierung erklärbar, da Isabella in Schwarz als „Face-Lift“ der über 60-Jährigen beauftragt war und wenig schmeichelhaft wäre (z. B. Augenfarbe, Stubsnase und Augenbrauen).
Potenzielle Erklärung wäre eine Fehlidentifikation entweder in Isabella in Schwarz oder gleichzeitige Verwechslungen in Isabella in Rot und der Ambras Miniatur. Die Widersprüche beginnen im Inventar nach Rubens Tod in Antwerpen mit der gleichzeitigen Benennung von Isabella in Rot und Isabella in Schwarz. Das Inventar ist mit 1640 vier Generationen später und damit sind enthaltene Benennungen nicht zuverlässig. Darstellungen mit Balzo wurden nach Isabella d’Estes Tod gerne als die berühmte Kunstmäzenin bezeichnet.
Für die korrekte Identifizierung der Isabella in Rot sprechen die beiden älteren Kopien des verschollenen Tizian Originals (inkl. Inschrift „Isabella Estensis“ unabhängig von Rubens). Auch die Ambras Miniatur zeigt homogene Merkmale mit Isabella in Rot, trägt eine Inschrift „Isabella Estensis“ und sollte als Mantuaner Kopie ca. eine Generation später eine noch relativ zeitnahe Identifikation darstellen. Die Verwechslung müsste dann (wie von einigen Experten veröffentlicht) in Isabella in Schwarz liegen.